# 과환기 증후군
과환기 증후군(영어: Hyperventilation Syndrome). 심리적 갈등, 욕구가 원인이 되어 감각기관이나 수의 운동기관에 갑자기 기능소실이 오는 불안 장애이다.

## 역학
젋은 연령 층에 많다.

## 증상
감각상실, 이상감각, 마비, 어지러움, 실성증, 진전, 후궁반장, 경련, 가성의식소실 등의증상이 나타난다.

## 징후
손이 마비된다고 하면서 손가락을 모으고 손바닥 쪽으로 오무린 모양의 손 모양을 한다. 이를 Accoucher's hand, 즉 Obsterical Hand, 산부인과 손이라고 하는데 질검사를 할 때 산부인과 의사의 손 모습과 유사하기 때문이다.

## 치료
과환기 증후군이 발병하면 주위 사람들도 패닉에 빠져서 올바른 조치를 하는 것은 매우 곤란하다. 즉시 의사의 지시를 받는 것이 좋다. 주저하지 않고 응급의료기관에 통보하면 응급조치 방법을 알려줄 것이다. 이후 환자의 증상이 안정되기를 기다린 후 의료기관으로 향하면 된다. 일반적으로 발작은 몇 시간 이내에 자연히 감소하는 경우가 많지만 불안이 강한 경우 항불안제를 투여된다. 원인 질환으로 우울증이나 공황장애가 있을 경우에는 그 치료도 진행된다.